# Антоний Мелисса
Анто́ний Ме́лисса (греч. Αντώνιος Μέλισσα; конец XI — XII век) — греческий христианский монах, духовный писатель.
О жизни Антония ничего не известно. Своё второе имя, Мелисса (греч. Μέλισσα — «пчела»), он получил благодаря своему сочинению «Мелисса» («Пчела»). «Пчела» представляет собой сборник поучительных высказываний из многочисленных греческих памятников: святоотеческих творений, светских сочинений, Священного Писания. Сборник написан не ранее конца конца XI века, так как в его составе имеются цитаты сочинений Феофилакта Болгарского. Он состоит из двух книг (176 слов): в первой рассказывается о добродетелях и пороках, во второй повествуется о добродетельных и порочных людях. «Пчела» близка к флорилегиям (догматическим собраниям цитат из творений святых отцов, выдержек из церковных писателей) преподобных Максима Исповедника «Эклоги» (̓греч. «Εκλογαί») и Иоанна Дамаскина «Священные параллели» (греч. «῾Ιερὰ παράλληλα»). Сборник впервые был напечатан в Цюрихе Конрадом Геснером в 1546 году, после этого неоднократно переиздавался. Он издан в 136 томе Patrologia Graeca. Сочинение известно в четырёх основных славянских редакциях, имевших хождение на Руси: древнерусская, сербская, болгарская и волынская версия. Последняя была выполнена в 1599 году в Дерманском монастыре и представляет собой первый перевод «Пчелы» с первого печатного издания; она известна в рукописных списках XVII—XVIII веков из старообрядческой среды.
Другое сочинение Антония, «Добронрав» (греч. «Χρηστοήθεια»), представляет собой нравственное руководство для юношей, состоящее из девяти глав.